# Simone Petilli
Simone Petilli (Bellano, 4 maggio 1993) è un ciclista su strada italiano che corre per il team Intermarché-Wanty. È professionista dal 2016.

## Carriera
Nel 2012 debutta tra gli Elite/Under-23 con la bresciana Delio Gallina-Colosio-Eurofeed, mentre nel 2014 si trasferisce tra le file del team Continental Area Zero. Nel 2015, correndo per la Unieuro-Wilier, è in evidenza vincendo una tappa e la classifica finale della Ronde de l'Isard d'Ariège; nella stessa stagione si piazza terzo al Giro della Valle d'Aosta e quinto sia al Tour de l'Avenir che al Piccolo Giro di Lombardia.
Nel 2016 debutta tra i professionisti con la maglia della Lampre-Merida di Giuseppe Saronni, ottenendo come miglior piazzamento il settimo posto al Giro dell'Appennino, a 25" dal vincitore Sergej Firsanov. In stagione riesce a portare a termine anche il suo primo Giro d'Italia. Nel 2017, correndo per la UAE Team Emirates (ex Lampre), prende nuovamente il via del Giro d'Italia. Nella quarta tappa della corsa, sull'arrivo in salita sull'Etna, tiene il ritmo dei migliori e chiude al dodicesimo posto di giornata, nello stesso gruppo dei favoriti Vincenzo Nibali e Nairo Quintana; concluderà la corsa al 26º posto. Nello stesso anno è undicesimo alla Colorado Classic. Nel 2018 è nono all'Adriatica Ionica Race e partecipa alla sua prima Vuelta a España, ritirandosi, mentre nella stagione seguente è decimo al Giro di Sicilia.
Nel 2020 si trasferisce tra le file del ProTeam belga Circus-Wanty Gobert. L'anno successivo, la squadra diventerà WorldTour. 
Simone Petilli è tutt'ora parte del team belga, con il quale ha conquistato il 9º posto nell'edizione del 2022 delle Strade Bianche e il 3º posto nella settima tappa del Giro d'Italia del 2023, dopo una notevole fuga fino a Campo Imperatore.

## Palmarès
- 2015 (Unieuro-Wilier, due vittorie)[5]

1ª tappa Ronde de l'Isard d'Ariège (Mirepoix > Goulier Neige)
Classifica generale Ronde de l'Isard d'Ariège

### Altri successi
- 2013 (Delio Gallina-Colosio-Eurofeed Under-23)

Classifica scalatori Giro della Valle d'Aosta
- 2014 (Area Zero Pro Team)

Classifica giovani Settimana Internazionale di Coppi e Bartali
- 2015 (Unieuro-Wilier)

Classifica giovani Settimana Internazionale di Coppi e Bartali

## Piazzamenti

### Grandi Giri
- Giro d'Italia

2016: 77º
2017: 26º
2021: 44º
2023: ritirato (10ª tappa)
2025: 60º
- Vuelta a España

2018: ritirato (10ª tappa)
2021: 29º
2023: 58º

### Classiche monumento
- Milano-Sanremo

2022: 69º
- Liegi-Bastogne-Liegi

2017: 36º
2020: 61º
2022: 94º
- Giro di Lombardia

2016: 41º
2017: ritirato
2019: 65º
2020: 30º
2021: 42º
2022: 35º
2023: 93º